# انگشتان مرده
انگشتان مرده (نام علمی: Xylaria polymorpha) نام یک گونه از subdivision قارچ‌های فنجانی است.